# Odem
La ville d’Odem est située dans le comté de San Patricio, dans l’État du Texas, aux États-Unis. Elle comptait 2 499 habitants lors du recensement de 2000.

## Source
- (en) Cet article est partiellement ou en totalité issu de l’article de Wikipédia en anglais intitulé « Odem, Texas » (voir la liste des auteurs).